# Französische Rugby-Union-Meisterschaft 1956/57
Die Saison 1956/57 war die 58. Austragung der französischen Rugby-Union-Meisterschaft (französisch Championnat de France de rugby à XV). Sie umfasste 48 Mannschaften in der ersten Division (heutige Top 14).
Die Meisterschaft begann mit der Gruppenphase, bei der in sechs Gruppen je acht Mannschaften gegeneinander antraten. Die Erst- bis Fünftplatzierten jeder Gruppe sowie die zwei besten Sechstplatzierten zogen in die Finalphase ein, während die zwei schlechtesten Achtplatzierten in die zweite Division absteigen mussten. Es folgten Sechzehntel-, Achtel-, Viertel- und Halbfinale. Im Endspiel, das am 26. Mai 1957 im Stade de Gerland in Lyon stattfand, trafen die zwei Halbfinalsieger aufeinander und spielten um den Bouclier de Brennus. Dabei setzte sich der FC Lourdes gegen den Racing Club de France durch und errang zum fünften Mal den Meistertitel.

## Gruppenphase
|    | Team          | Siege | Unent. | Ndlg. | Spiel- punkte | Diff. | Tabellen- punkte |
| -- | ------------- | ----- | ------ | ----- | ------------- | ----- | ---------------- |
| 1. | FC Lourdes    | 11    | 2      | 1     | 228:77        | + 151 | 33               |
| 2. | SC Mazamet    | 9     | 1      | 4     | 125:73        | + 52  | 33               |
| 3. | FC Grenoble   | 8     | 2      | 4     | 116:84        | + 32  | 32               |
| 4. | Cahors Rugby  | 8     | 0      | 6     | 108:73        | + 35  | 30               |
| 5. | RC Toulon     | 4     | 3      | 7     | 86:85         | + 1   | 25               |
| 6. | US Orthez     | 4     | 1      | 9     | 69:147        | − 78  | 23               |
| 7. | US Montélimar | 4     | 0      | 10    | 43:167        | − 124 | 22               |
| 8. | AS Roanne     | 3     | 1      | 10    | 56:125        | − 69  | 21               |

|    | Team              | Siege | Unent. | Ndlg. | Spiel- punkte | Diff. | Tabellen- punkte |
| -- | ----------------- | ----- | ------ | ----- | ------------- | ----- | ---------------- |
| 1. | Aviron Bayonnais  | 10    | 1      | 3     | 165:75        | + 90  | 35               |
| 2. | US Dax            | 10    | 1      | 3     | 129:41        | + 88  | 35               |
| 3. | RC Vichy          | 5     | 4      | 5     | 99:114        | − 15  | 28               |
| 4. | AS Montferrand    | 5     | 4      | 5     | 84:104        | − 20  | 28               |
| 5. | US Cognac         | 5     | 3      | 5     | 53:54         | − 1   | 27               |
| 6. | La Voulte Sportif | 6     | 0      | 8     | 84:107        | − 23  | 26               |
| 7. | Stade Rochelais   | 4     | 1      | 9     | 51:94         | − 43  | 23               |
| 8. | CA Bègles         | 3     | 2      | 9     | 31:107        | − 76  | 22               |

|    | Team                  | Siege | Unent. | Ndlg. | Spiel- punkte | Diff. | Tabellen- punkte |
| -- | --------------------- | ----- | ------ | ----- | ------------- | ----- | ---------------- |
| 1. | SC Graulhet           | 8     | 3      | 3     | 108:48        | + 60  | 33               |
| 2. | Castres Olympique     | 8     | 3      | 3     | 80:52         | + 28  | 33               |
| 3. | US Montauban          | 7     | 3      | 4     | 87:51         | + 36  | 31               |
| 4. | Saint-Girons SC       | 6     | 3      | 5     | 88:97         | − 9   | 29               |
| 5. | Stade Toulousain      | 5     | 2      | 7     | 110:77        | + 33  | 26               |
| 6. | CA Périgueux          | 5     | 1      | 8     | 99:122        | − 23  | 25               |
| 7. | Paris Université Club | 5     | 1      | 8     | 92:123        | − 31  | 25               |
| 8. | Lyon OU               | 2     | 4      | 8     | 51:145        | − 94  | 22               |

|    | Team            | Siege | Unent. | Ndlg. | Spiel- punkte | Diff. | Tabellen- punkte |
| -- | --------------- | ----- | ------ | ----- | ------------- | ----- | ---------------- |
| 1. | Section Paloise | 10    | 1      | 3     | 190:87        | + 103 | 35               |
| 2. | SC Angoulême    | 8     | 1      | 5     | 120:74        | + 46  | 31               |
| 3. | FC Auch         | 7     | 1      | 6     | 109:114       | − 5   | 29               |
| 4. | US Carmaux      | 6     | 1      | 7     | 110:96        | + 14  | 27               |
| 5. | SU Agen         | 6     | 1      | 7     | 92:100        | − 8   | 27               |
| 6. | RC Narbonne     | 6     | 1      | 7     | 75:108        | − 33  | 27               |
| 7. | SO Chambéry     | 5     | 0      | 9     | 95:139        | − 44  | 24               |
| 8. | Stade Niortais  | 4     | 2      | 8     | 71:144        | − 73  | 24               |

|    | Team               | Siege | Unent. | Ndlg. | Spiel- punkte | Diff. | Tabellen- punkte |
| -- | ------------------ | ----- | ------ | ----- | ------------- | ----- | ---------------- |
| 1. | USA Perpignan      | 10    | 2      | 2     | 176:78        | + 98  | 36               |
| 2. | AS Béziers         | 9     | 2      | 3     | 196:51        | + 145 | 34               |
| 3. | US Romans          | 7     | 3      | 4     | 73:56         | + 17  | 31               |
| 4. | SC Tulle           | 8     | 0      | 6     | 103:82        | + 21  | 30               |
| 5. | Biarritz Olympique | 6     | 4      | 6     | 87:124        | − 37  | 30               |
| 6. | AS Soustons        | 3     | 3      | 8     | 59:144        | − 85  | 23               |
| 7. | US Bergerac        | 3     | 1      | 10    | 52:156        | − 104 | 21               |
| 8. | SC Albi            | 2     | 1      | 11    | 69:124        | − 55  | 19               |

|    | Team                  | Siege | Unent. | Ndlg. | Spiel- punkte | Diff. | Tabellen- punkte |
| -- | --------------------- | ----- | ------ | ----- | ------------- | ----- | ---------------- |
| 1. | Racing Club de France | 10    | 2      | 2     | 187:56        | + 131 | 36               |
| 2. | Stade Montois         | 9     | 1      | 4     | 189:63        | + 126 | 33               |
| 3. | Stadoceste Tarbais    | 8     | 1      | 5     | 93:111        | − 18  | 31               |
| 4. | CS Vienne             | 6     | 2      | 6     | 109:110       | − 1   | 28               |
| 5. | Stade Aurillacois     | 6     | 2      | 6     | 78:110        | − 32  | 28               |
| 6. | Stade Lavelanétien    | 4     | 1      | 9     | 62:101        | − 39  | 23               |
| 7. | TOEC                  | 4     | 1      | 9     | 47:157        | − 110 | 23               |
| 8. | US Tyrosse            | 4     | 0      | 10    | 87:144        | − 57  | 22               |

## Finalphase

### 1/16-Finale
| Datum         | Begegnung                          | Ergebnis |
| ------------- | ---------------------------------- | -------- |
| 31. März 1957 | FC Lourdes – La Voulte Sportif     | 37:13    |
| 31. März 1957 | FC Auch – Stadoceste Tarbais       | 12:06    |
| 31. März 1957 | AS Béziers – SC Tulle              | 08:06    |
| 31. März 1957 | Stade Montois – US Carmaux         | 08:03    |
| 31. März 1957 | Stade Toulousain – Section Paloise | 03:0     |
| 31. März 1957 | FC Grenoble – Biarritz Olympique   | 03:0     |
| 31. März 1957 | US Dax – RC Narbonne               | 11:03    |
| 31. März 1957 | Saint-Girons SC – SC Angoulême     | 08:06    |
| 31. März 1957 | Racing Club de France – SU Agen    | 19:03    |
| 31. März 1957 | US Romans – US Cognac              | 03:0     |
| 31. März 1957 | Aviron Bayonnais – RC Vichy        | 29:03    |
| 31. März 1957 | AS Montferrand – SC Mazamet        | 06:0     |
| 31. März 1957 | SC Graulhet – Stade Aurillacois    | 16:0     |
| 31. März 1957 | CS Vienne – Castres Olympique      | 05:03    |
| 31. März 1957 | USA Perpignan – RC Toulon          | 08:03    |
| 31. März 1957 | Cahors Rugby – US Montauban        | 16:06    |

### Achtelfinale
| Datum          | Begegnung                         | Ergebnis |
| -------------- | --------------------------------- | -------- |
| 14. April 1957 | FC Lourdes – FC Auch              | 19:3     |
| 14. April 1957 | AS Béziers – Stade Montois        | 14:6     |
| 14. April 1957 | Stade Toulousain – FC Grenoble    | 09:5     |
| 14. April 1957 | US Dax – Saint-Girons SC          | 08:3     |
| 14. April 1957 | Racing Club de France – US Romans | 06:3     |
| 14. April 1957 | Aviron Bayonnais – AS Montferrand | 10:0     |
| 14. April 1957 | SC Graulhet – CS Vienne           | 12:3     |
| 14. April 1957 | USA Perpignan – Cahors Rugby      | 06:5     |

### Viertelfinale
| Datum          | Begegnung                                | Ergebnis |
| -------------- | ---------------------------------------- | -------- |
| 28. April 1957 | FC Lourdes – AS Béziers                  | 08:6     |
| 28. April 1957 | Stade Toulousain – US Dax                | 06:3     |
| 28. April 1957 | Racing Club de France – Aviron Bayonnais | 14:3     |
| 28. April 1957 | SC Graulhet – USA Perpignan              | 14:3     |

### Halbfinale
| Datum        | Begegnung                           | Ergebnis |
| ------------ | ----------------------------------- | -------- |
| 12. Mai 1957 | FC Lourdes – Stade Toulousain       | 9:0      |
| 12. Mai 1957 | Racing Club de France – SC Graulhet | 6:6      |

### Finale
| 26. Mai 1957 | FC Lourdes                                                                     | 16 : 13       | Racing Club de France                                 | Stade de Gerland, Lyon Zuschauer: 30.000 Schiedsrichter: Charles Durand |
| 26. Mai 1957 | Versuche: Barthe (1) Domec (1) Rancoule (2) Erhöhungen: Lacaze (1) Labazuy (1) | (8:0) Bericht | Versuche: Gri (1) Vannier (1) Erhöhungen: Vannier (2) | Stade de Gerland, Lyon Zuschauer: 30.000 Schiedsrichter: Charles Durand |

Aufstellungen
FC Lourdes: Jean Barthe, Pierre Deslus, Henri Domec, Louis Guinle, Antoine Labazuy, François Labazuy, André Laffont, Pierre Lacaze, Thomas Manterola, Roger Martine, Jean Prat, Maurice Prat, Henri Rancoule, Jean-Louis Taillantou, Pierre Tarricq
Racing Club de France: Claude Bourbié, Jacques Brun, Alain Chappuis, Pierre Chaubet, Pierre Conquet, Michel Crauste, Gérard Dufau, Michel Gri, Serge Grousset, Jacques Labèque, Arnaud Marquesuzaa, François Moncla, Marc Paillassa, Michel Vannier, Christian Vignes